# The Greatest American
The Greatest American war eine Rankingshow, die der Fernsehsender Discovery Channel in Zusammenarbeit mit AOL am 5. Juni 2005 ausstrahlte. Hierbei sollten die Zuschauer aus den Vereinigten Staaten von Amerika ihre bedeutendsten Landsleute auswählen. Zuvor gab es am 18. April 2005 nach einer Zuschauerbefragung eine Bekanntgabe der 100 Nominierten als Greatest American durch AOL und den Discovery Channel.
Ein ähnliches Konzept verfolgte im Jahre 2002 die Sendung 100 Greatest Britons der BBC. Später folgten ähnliche Sendungen, wie in Deutschland mit Unsere Besten, in Kanada die Sendung The Greatest Canadian, in den Niederlanden De Grootste Nederlander, in Südafrika Great South Africans und in Finnland Suuret Suomalaiset.

## Ergebnisse: The Greatest American

### TOP 25
Hier die Liste der TOP 25 Greatest Americans in der von den Zuschauern gewählten Reihenfolge:

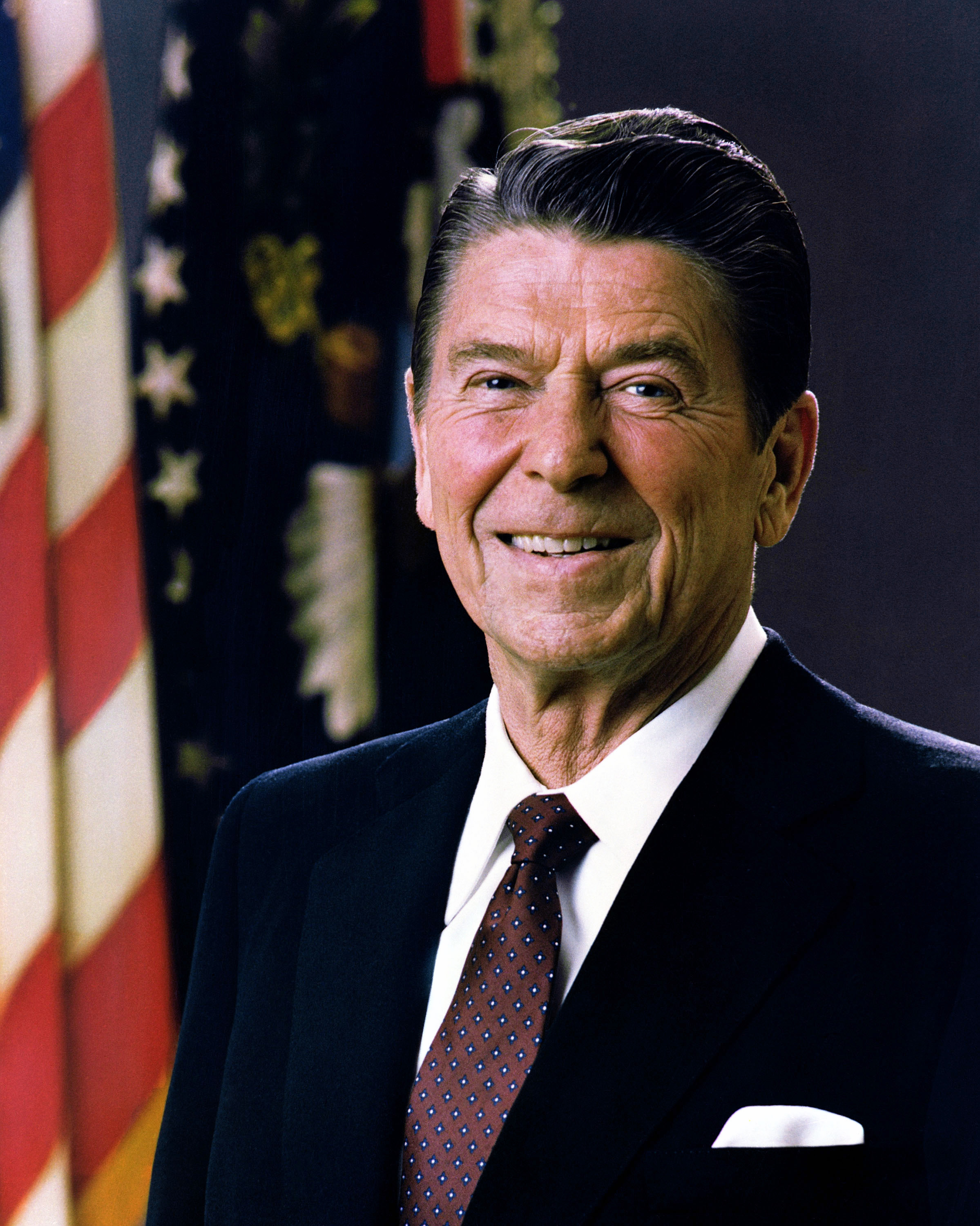
The Greatest American:
Ronald Reagan

1. Ronald Reagan – 24,0 % – gewählter „Greatest American“
2. Abraham Lincoln – 23,5 %
3. Martin Luther King – 19,7 % – gewählter „Greatest African American“
4. George Washington – 17,7 %
5. Benjamin Franklin – 14,9 %
6. George W. Bush – gewählter „Greatest Living American“
7. Bill Clinton
8. Elvis Presley – gewählter „America's Greatest Entertainer“
9. Oprah Winfrey – gewählte „Greatest Woman in American History“
10. Franklin D. Roosevelt
11. Billy Graham
12. Thomas Jefferson
13. Walt Disney – gewählter „Greatest American Filmmaker“
14. Albert Einstein – gewählter „Greatest American Scientist“ und „Greatest Jewish American“
15. Thomas Alva Edison
16. John F. Kennedy
17. Bob Hope
18. Bill Gates
19. Eleanor Roosevelt – gewählte „America's Greatest First Lady“
20. Lance Armstrong – gewählter „America's Greatest Athlete“
21. Muhammad Ali
22. Rosa Parks
23. Gebrüder Wright
24. Henry Ford
25. Neil Armstrong

### Alphabetische Liste der folgenden 75 Greatest Americans
Die übrigen 75 der 100 Nominierten zum Greatest American waren:
- Maya Angelou
- Susan B. Anthony
- Lucille Ball
- Alexander Graham Bell
- Barbara Bush
- George Bush
- Laura Bush
- Andrew Carnegie
- Johnny Carson
- Jimmy Carter
- George Washington Carver
- Ray Charles
- César Chávez
- Hillary Clinton
- Bill Cosby
- Tom Cruise
- Ellen DeGeneres
- Frederick Douglass
- Amelia Earhart
- Clint Eastwood
- John Edwards
- Dwight D. Eisenhower
- Brett Favre
- Mel Gibson
- Rudy Giuliani
- John Glenn
- Alexander Hamilton
- Tom Hanks
- Hugh Hefner
- Katharine Hepburn
- Howard Hughes
- Michael Jackson
- Steve Jobs
- Lyndon B. Johnson
- Michael Jordan
- Helen Keller
- Jacqueline Kennedy Onassis
- Robert F. Kennedy
- Rush Limbaugh
- Charles Lindbergh
- George Lucas
- Madonna
- Malcolm X
- Phil McGraw
- Marilyn Monroe
- Michael Moore
- Audie Murphy
- Richard Nixon
- Barack Obama
- Jesse Owens
- George S. Patton
- Colin Powell
- Christopher Reeve
- Condoleezza Rice
- Jackie Robinson
- Theodore Roosevelt
- Babe Ruth
- Carl Sagan
- Jonas Salk
- Arnold Schwarzenegger
- Frank Sinatra
- Joseph Smith
- Steven Spielberg
- James Stewart
- Martha Stewart
- Nikola Tesla
- Pat Tillman
- Harry S. Truman
- Donald Trump
- Harriet Tubman
- Mark Twain
- Sam Walton
- John Wayne
- Tiger Woods
- Chuck Yeager

## Ähnliche Sendungen anderer Länder
- 100 Greatest Britons (Großbritannien)
- Unsere Besten (Deutschland)
- De Grootste Nederlander (Niederlande)
- The Greatest Canadian (Kanada)
- Suuret Suomalaiset (Finnland)